# American Indian Quarterly
L'American Indian Quarterly és una revista científica avaluada de publicació trimestral que cobreix estudis sobre els pobles indígenes d'Amèrica del Nord i del Sud, especialitzant-se en estudis amerindis. És publicat per la University of Nebraska Press i fou creada el 1974. El redactor en cap és Amanda J. Cobb-Greetham (Universitat Estatal d'Oklahoma).